# Ladislaus Czettel
Ladislaus Czettel (* 12. März 1895 in Budapest, Österreich-Ungarn als Fülop László Czettel; † 5. März 1949 in New York, USA) war ein ungarischer Modeschöpfer, Zeichner und Kostümbildner bei Bühne und Film.

## Leben
Czettel begann kurz nach Ende des Ersten Weltkriegs als Modeschöpfer zu arbeiten. Frühe Tätigkeiten führten ihn von Budapest nach Paris und Wien. Dort sammelte er erste Kontakte als Kostümbildner (und Sketch-Künstler) zum Theater, vor allem Kabaretts und Varietés. Nebenbei entwarf Ladislaus Czettel auch erstmals Kostüme für den (österreichischen) Film (Miss Hobbs, Das Spielzeug von Paris). Seit 1923 trat er als Ausstatter von Revuen an Wiener (Ronacher) und Berliner (Theater des Westens) Spielstätten in Erscheinung. Als künstlerischer Beirat des Deutschen Theaters in Berlin (1931/32) und dessen Pendant in München (1932/33) kam es auch zur Zusammenarbeit mit Max Reinhardt, dessen Inszenierung von Jacques Offenbachs Die schöne Helena er 1931 an Berlins Theater am Kurfürstendamm mit Kostümen ausstattete. 1930 war Czettel auch an den Kostümentwürfen für den UFA-Film Einbrecher mit Lilian Harvey und Willy Fritsch beteiligt.
Als Jude 1933 in Deutschland ausgegrenzt, kehrte Czettel nach Österreich zurück und setzte bis 1937 seine Theatertätigkeit in Wien (Theater in der Josefstadt, Wiener Staatsoper, Burgtheater) und Salzburg (Festspiele) fort. Außerdem lehrte er von 1935 bis 1938 als Professor an Wiens Reinhardt-Seminar. 1935 erfolgte noch einmal ein Auftrag für einen Film, von dem auch eine italienische Version hergestellt wurde.
Infolge der Annexion Österreichs im März 1938 floh Ladislaus Czettel ins westliche Ausland. In London, wo er bereits 1937 am Theater Palladium entworfen hatte, designte er noch 1938 die Kostüme für Gabriel Pascals aufwändige Verfilmung von Shaws Pygmalion. Mitte 1938 reiste Czettel in die USA weiter. Dort wirkte er erneut als Lehrer, diesmal am Dramatic Workshop der New School for Social Research. Am Broadway in New York entwarf Czettel die Kostüme zu Operetten wie Die Fledermaus (alias Rosalinda, 1942) und Helen Goes to Troy (1944). Eine Woche vor seinem 54. Geburtstag verübte Ladislaus Czettel Selbstmord.

## Filmografie
- 1921: Miss Hobbs
- 1925: Das Spielzeug von Paris
- 1930: Einbrecher
- 1935: Tagebuch der Geliebten
- 1938: Der Roman eines Blumenmädchens (Pygmalion)